# Шавеєво
Шавеєво (рос. Шавеево) — присілок Сафоновського району Смоленської області Росії. Входить до складу Барановського сільського поселення.
Населення — 98 осіб (2007 рік). 